# Il miracolo
Il miracolo est une série télévisée italienne créée, écrite et réalisée par le romancier italien Niccolò Ammaniti. Comme son titre le suggère (il miracolo signifie « le miracle »), elle décrit les bouleversements que provoque la survenue d'un événement inexplicable.
Interprétée par Guido Caprino, Alba Rohrwacher et Tommaso Ragno, elle est produite par Sky, Wildside, ARTE France et Kwaï. Elle est projetée en avant-première mondiale au festival Séries mania 2018, où elle est primée, puis diffusée sur Sky en Italie en mai 2018 et sur Arte en janvier de l'année suivante.

## Synopsis
L'Italie dans un avenir proche. Lors d'une descente dans le repaire d'un chef de la mafia calabraise, la police découvre non seulement le corps ensanglanté du mafieux, mais aussi une statuette en plastique de la Vierge qui pleure du sang. Mise au secret, analysée, la révélation de l'existence de la figurine revêt un enjeu considérable dans une Italie en proie à l'inquiétude et à l'agitation, à quelques jours d'un référendum sur son maintien ou sa sortie de l'Union européenne.
Le président du Conseil des ministres et son épouse, ainsi qu'une chercheuse en biologie, un général des carabiniers, une femme au passé incertain et un prêtre à la dérive, chacun des protagonistes, croyant ou non, est confronté au mystère et voit sa vie bouleversée.

## Fiche technique
- Titre : Il miracolo
- Création : Niccolò Ammaniti
- Scénario : Niccolò Ammaniti, Francesca Manieri, Francesca Marciano et Stefano Bises
- Réalisation : Niccolò Ammaniti, Francesco Munzi et Lucio Pellegrini
- Photographie : Daria D'Antonio
- Production : Mario Gianani et Lorenzo Mieli
- Sociétés de production : Sky, Wildside, ARTE France, Kwaï
- Diffusion : Sky (Italie), ARTE (France et Allemagne) et FremantleMedia International (international)
- Langue originale : italien
- Pays d'origine : Italie
- Format : couleurs
- Genre : drame
- Durée : 8 × 50 minutes
- Date de diffusion : 
  - France : 4 mai 2018 (Series Mania Festival), 3 janvier 2019 (internet)
  - Italie : 8 mai 2018

Sources : Dossier de presse du festival Séries mania 2018.

## Distribution
- Guido Caprino (VF : Thibault de Montalembert) : Fabrizio Pietromarchi, premier ministre
- Alba Rohrwacher (VF : Chloé Stefani) : Sandra Roversi, la biologiste
- Lorenza Indovina (VF : Hélène Babu) : Clelia, une femme seule
- Tommaso Ragno (VF : Thierry Hancisse) : Marcello, un prêtre en crise
- Elena Lietti (VF : Cécile Paoli) : Sole Pietromarchi, épouse de Fabrizio
- Sergio Albelli (VF : Didier Brice) : Votta, général des carabiniers
- Pia Lanciotti (VF : Anne Loiret) : Marisa
- Irena Goloubeva (VF : Weronika Szawarska) : Olga
- Alessio Praticò (VF : Pierre Yvon) : Salvo
- Monica Bellucci : caméo
- Jean-Marc Barr : caméo
- Javier Camara : caméo

 Source et légende : version française (VF) sur RS Doublage et DSD Doublage

## Épisodes
1. La Conservation de la matière (La conservazione della materia)
2. Tous, sauf Lazare (Lazzaro a Parte)
3. Le Premier Devoir des vivants (Il primo dovere dei vivi)
4. La Substance noire (La sostanza nera)
5. La Petite Flamme (La fiamma pilota)
6. La Princesse des piscines (La principessa delle piscine)
7. Mea culpa (Mea culpa)
8. La Part inaliénable (La quota legittima)

## Production
Bien que plusieurs de ses romans aient été adaptés au cinéma, c'est la première fois que Niccolò Ammaniti assure la totalité du processus cinématographique : création de l'histoire, écriture du scénario, en collaboration avec Francesca Manieri, Francesca Marciano et Stefano Bises, et réalisation avec le concours de Francesco Munzi et Lucio Pellegrini. Ammaniti déclare qu'il s'est toujours intéressé aux miracles car il s'est souvent interrogé sur la foi. Il a longuement travaillé à son projet qu'il a présenté au producteur Mario Gianani qui, immédiatement conquis par la qualité de l'histoire, lui a donné carte blanche. Le romancier a choisi de raconter son histoire au travers d'une série télévisée car il estime que « le sang a besoin de couleur, de lumière et il se traduit de manière plus forte avec le cinéma qu'avec l'écrit. »
Annoncé en mai 2017, le tournage de la série commence en juillet suivant à Rome puis se poursuit en Calabre, en Belgique et en Espagne. Une première bande-annonce est diffusée le 24 décembre 2017.

## Accueil critique
La série est dans l'ensemble bien accueillie par la presse,,,,,,,,.

## Distinctions et récompenses
Il miracolo est sélectionnée dans la section compétition officielle au festival Séries mania 2018. La série y est doublement primée recevant le Prix spécial du jury et le prix d'interprétation masculine pour Tommaso Ragno.